# Pycnowithius
Genre
Pycnowithius est un genre de pseudoscorpions de la famille des Withiidae.

## Distribution
Les espèces de ce genre se rencontrent en Afrique subsaharienne.

## Liste des espèces
Selon Pseudoscorpions of the World (version 3.0) :
- Pycnowithius cavernicola Mahnert, 1988
- Pycnowithius garambicus (Beier, 1972)
- Pycnowithius sambicus Beier, 1979

## Publication originale
- Beier, 1979 : Neue afrikanische Pseudoskorpione aus dem Musée Royal de l'Afrique Central in Tervuren. Revue de Zoologie Africaine, vol. 93, p. 101-113.